# Автомагистраль D10 (Чехия)
Автомагистраль D10 (чеш. Dálnice D10) (до 31.12.2015 Скоростная дорога R10 (чеш. Rychlostní silnice R10)) — чешская автомагистраль, соединяющая Прагу с городами Млада Болеслав, Турнов и Либерец (с последним через дорогу 35). Часть европейского маршрута E 65.

## История
Дорога появилась в планах в 1963 году. Строительство дороги началось в 1970 году и к 1981 году был полностью готов участок между городами Прага и Млада Болеслав. В 1992 году был открыт последний участок около Свиян. Тогда же было решено, что строительство автомагистрали от Турнова к польской границе нецелесообразно.
В 1999—2007 гг. была проведена полная реконструкция дороги. В частности был перестроен перекресток с дорогой 35 (до 31.12.2015 — часть скоростной дороги R35) у Турнова. В 2011 году, дорога была соединена с Высочанской радиальной дорогой.
С 1 января 2016 года скоростная дорога R10 стала автомагистралью D10.